# خميس القذافي
خميس معمر محمد عبد السلام أبو منيار القذافي (27 مايو 1983 - 26 أغسطس 2011)، هو النجل السادس والأصغر للزعيم الليبي الراحل معمر القذافي وقائد وحدة للقوات الخاصة -لواء 32 المعزز- أو لواء خميس.
أصبح خميس قائد وحدة للقوات الخاصة «الكتيبة 32» المعروفة باسم «لواء خميس»، وهو لواء تدرب في روسيا ويضطلع بضبط أمن ليبيا الداخلي، وحمايتها من الأخطار الخارجية. وكان والده يؤهله لقيادة ما سماه «الجيش الأفريقي المشترك» في المستقبل.
كانت كتيبة خميس أقوى وحدات الجيش الليبي حرفيّة وولاء للزعيم الليبي معمر القذافي، ولعبت كتيبة خميس دور حيوي في التصدي لحلف شمال الأطلسي من مارس عام 2011 حتى مقتله في أغسطس من نفس العام.
شكّل مقتله ضربه للنظام الليبي فقد سقطت العاصمة الليبية طرابلس بيد المعارضة في أواخر أغسطس عام 2011 أي بعد مقتله مباشرة.
واكتسب خميس خبرة عسكرية عالية من التدريبات التي تلقّاها في روسيا، وواجه حلف الأطلسي وتصدّى للضربات التي كان الناتو يشنها بشكل متواصل على ليبيا، ويعتبر من القادة العسكريين الصغار في السن، الكبار في القيادة، لقبه أنصاره بالجنرال الذهبي.
كان المطلوب الأول للناتو كونه من أكثر قادة ليبيا العسكريين هدوءَ وخبرة.

## مقتله
تم اغتيال الرائد خميس معمر القذافي في يوم الجمعة 26 أغسطس 2011 الموافق 26 رمضان 1432 هـ من قبل قصف حلف شمال الأطلسي في مدينة ترهونة على سيارته وعلى كتيبة 32 القوات الخاصة[بحاجة لمصدر]، وقالوا أن الجثة احترقت وغير معروف مكان دفنه[بحاجة لمصدر]. وأعلن عن مقتله أكثر من 68 مرة آخرها صحيفة الديار في يناير 2016، ويعتقد أن خميس القذافي لا يزال على قيد الحياة.